# (1310) Villigera
(1310) Villigera es un asteroide que cruza la órbita de Marte orbitando alrededor del Sol una vez cada 3,7 años. Tiene un diámetro de entre 13 y 30 km, siendo uno de los mayores en su clase. Está nombrado así en honor del astrónomo suizo Walter Augustin Villiger. Fue descubierto el 28 de febrero de 1932 por Friedrich Karl Arnold Schwassmann desde el Observatorio de Hamburgo-Bergedorf, Alemania.

## Características orbitales
Villigera está situado a una distancia media de 2,392 ua del Sol, pudiendo alejarse hasta 3,243 ua. Su excentricidad es 0,3557 y la inclinación orbital 21,07°. Emplea en completar una órbita alrededor del Sol 1351 días.